# يوميات دراجة نارية (كتاب)
كتاب يوميات دراجة نارية تروي يوميات رحلة تشي جيفارا، المدونة من طرف أرشيف تشي الشخصي، والتجارب والمغامرات المتعاقبة والرائعة لرحلة اكتشاف شاب عبر أمريكا اللاتينية. بدأ إرنستو كتابة هذه اليوميات عندما شرع في ديسمبر/كانون الأول 1951 مع صديقه ألبيرتو غرانادو في رحلتهما التي انتظراها طويلاً من بيونس آيرس هبوطاً على ساحل الأرجنتين الأطلسي، وعبر بنما وخلال الأنديز وصولاً إلى تشيلي، ومنها شمالاً إلى بيرو وكولومبيا وأخيراً كاراكاس.
أعيد تدوين هذه التجارب لاحقاً من قبل إرنستو نفسه كراوٍ يقدم للقارئ رؤية أعمق في حياة تشي، خاصة في مرحلة ليست معروفة كثيراً، وليكشف تفاصيل عن شخصيته وخلفيته الثقافية ومهارته السردية –أسلوب نشأ ليتطور في كتاباته اللاحقة. يمكن للقارئ أن يشهد أيضاً التغير غير العادي الذي يحدث له وهو يكتشف أمريكا اللاتينية، ويلج إلى صميم قلبها ويطور حساً متنامياً بهوية أمريكا اللاتينية تجعله نذير التاريخ الجديد لأمريكا.

## عن الكتاب
هذه اليوميات التي كتبها تشي غيفارا خلال رحله في أرجاء أمريكا اللاتينية سنة 1952م قطع خلالها مع صديقه ألبيرتو غرانادو على دراجة نارية 4500 كيلومتر، كانت البوابة التي ولج منها الطبيب الأرجنتيني غيفارا إلى قضاء أمريكا اللاتينية، وصولاً إلى عاصمة الأنكا، ليعود من هناك بالشعلة التي صهرت روحه ومزجتها بآلام شعوب القارة المنهوبة، بدءاً من تاريخ الإبادات الجماعية التي ارتكبتها غزوات الرجل الأبيض، وانتهاءً بالأمل الإنساني المعذب.

هذه الرحلة هي التي وضعت غيفارا على الطريق التي اختاره طريق الفداء. وعلى درب العودة إلى الأرجنتين، ويقع الكتاب في مائتين وثمان صفحات من القطع المتوسط, كتب أرنستو غيفارا، إثر احتفاله بعيد ميلاده الرابع والعشرين: 
يوميات تشي غيفارا يطبعها سحر خاص، شخصية ملأت القرن العشرين وفاضت أطيافها على الألفية الثالثة، مثال إنساني وكفاحي مضيء لكل الأزمنة. هذه اليوميات التي كتبها تشي غيفارا خلال رحلة في أرجاء أميركا اللاتينية سنة 1952 قطع خلالها مع صديقه ألبرتو غرانادو على دراجة نارية 4500 كليومتر، كانت البوابة التي ولج منها الطبيب الأرجنتيني الشاب غيفارا إلى فضاء أميركا اللاتينية، وصولاً إلى "سرة العالم"، عاصمة الأنكا، ليعود من هناك بالشعلة التي صهرت روحه النقية ومزجتها بآلام شعوب القارة المنهوبة، بدءاً من تاريخ الإبادات الجماعية التي ارتكبتها غزوات الرجل الأبيض، وانتهاء بالأمل الإنساني المعذب.

## حول الكتاب
شكر النقاد صلاح صلاح الذي وصفوه بأنه ترجم الكتاب بشكل رائع إلى العربية، وهو من توزيع وإصدار دار السويدي للنشر والتوزيع في أبوظبي التي أصدرت هذا الكتاب ضمن سلسلة رحلات عالمية. الكتاب كما هو معروف صنع منه فيلم أثار اهتماماً واسعاً، لكن الفيلم ليس أكثر متعة من الكتاب نفسه الذي وضعه الشاب إرنستو غيفارا الذي كان حينها طالباً في السنة النهائية في كلية الطب في بلاده الأرجنتين، قبل أن يصبح ثائراً يعرفه العالم كله بوصفه من ألمع الثوار في القرن العشرين.

طغى في هذا الكتاب الإحساس بتلك الروح المتمردة الثائرة المشاغبة في هذا الشاب اللامع الذي ذهب في مغامرة رحلة طويلة يطوف بها القارة الأمريكية اللاتينية مع صديقه ألبيرتو غرانادو الذي كان هو الآخر طالباً في الجامعة يدرس الكيمياء الحيوية، حيث أعدا دراجة نارية يبدو من الشرح الظريف في الكتاب أنها كانت متهالكة وقديمة، لكنهما عقدا العزم على القيام بتلك المغامرة مأخوذين بتلك الروح التي لم تغادر غيفارا أبداً حتى لحظة اغتياله المهيب في إحدى غابات بوليفيا وهو يقود حرب العصابات ضد النظام العسكري يومذاك المدعوم من اليانكي الأمريكي - اللقب الذي اطلقه اللاتينيين على سكان الولايات المتحدة - وليس صدفة أن المخابرات المركزية الأمريكية بالذات هي من تولى تصفيته جسدياً. 
أليدا غيفارا

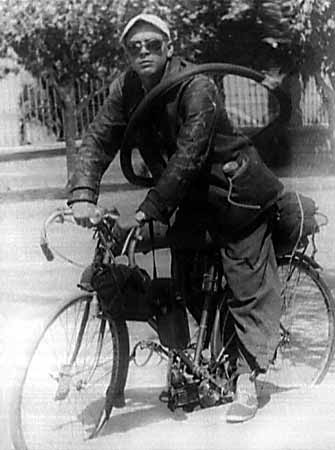
غيفارا على دراجته في رحلته حول القارة اللاتينية.

ابنة غيفارا أليدا غيفارا مارش كتبت تقديماً موجزاً، قالت فيه إنها قرأت هذه اليوميات أول مرة قبل أن توضع في شكل كتاب بعد ولم تكن تعرف أن والدها بالذات هو من كتب هذه المذكرات، وتشرح كيف أنها تماهت مباشرة مع ذلك الرجل الذي سرد مغامراته بطريقة تلقائية.
حين عرفت فيما بعد أن أباها هو صاحب المذكرات انتابها شعور بالسرور، وكانت هناك لحظات عندما حلت محل رفيقه في الرحلة البرتو جرانادو، وشعرت أنها تتشبث بظهر أبيها فوق الدراجة النارية مسافرة معه فوق الجبال وحول البحيرات وهو يقطع أرجاء القارة العظيمة التي كانت بركاناً للثورات والكفاح، وكلما توغلت أكثر في الكتاب كلما أحبت الفتى الذي كان عليه والدها.
ذات سفرة، أمسكت بالكتاب في الدقائق الأولى للرحلة التي تستغرق نحو ثلاث ساعات بالطائرة، حين هبطت الطائرة كنت قد قرأت أكثر من ثلث الكتاب الذي يقع في نحو مائتي صفحة. لقد حبست سطوره وأحداثه المثيرة أنفاسي. فيما تلا ذلك من أيام جاهدت للحصول على ساعات فراغ أكمل فيها ما تبقى من الكتاب الذي يأخذنا نحو عالم هذا الفتى الذي أدرك مبكراً، وبانسجام مميت مع الحقائق، كما يعبر هو نفسه، أن مصيره هو الترحال. وهو يقرن ذلك بأمنية أنه، في يومٍ ما وقد أضناه الدوران في العــالم، يعــود إلى وطنه الأرجنتين ويستقر بالقرب من بحيراتها، إن ليس بشكل نهائي فعلى الأقل لوقفة قصيرة في غمرة تنقله من فهم للعالم إلى الآخر. لكن قدر غيفارا وسر ملحمته البطولية أيضاً تكمنان تحديداً في أنه لم يرغب في فهم العالم فحسب، وإنما رغب أساساً في تغيــيره.